# Amauropelma torbjorni
Amauropelma torbjorni là một loài nhện trong họ Ctenidae.
Loài này thuộc chi Amauropelma. Amauropelma torbjorni được miêu tả năm 2001 bởi Raven & Gray.